# Adam de Coster

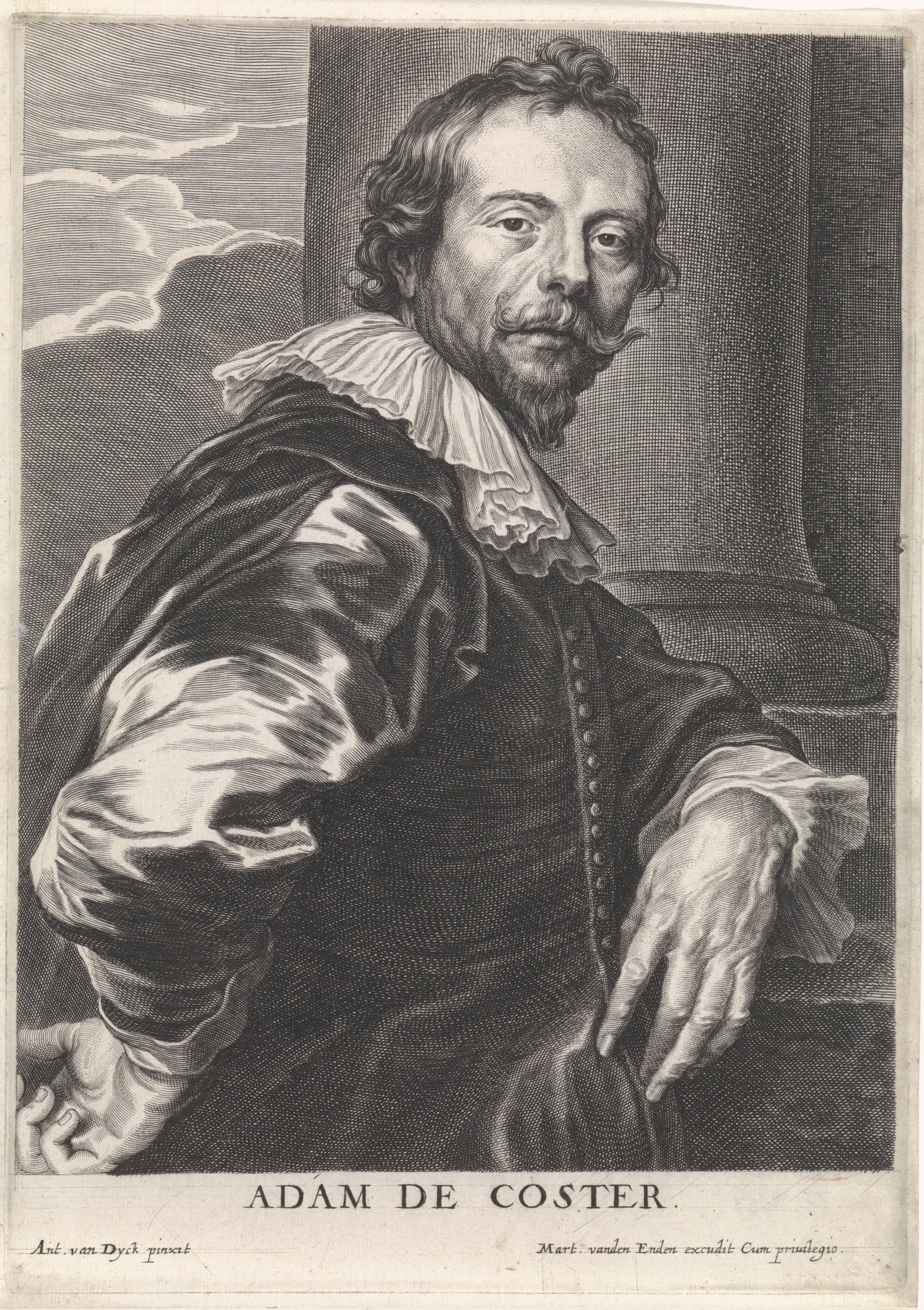
Bildnis von Adam de Coster nach Anthonis van Dyck

Adam de Coster (* um 1586 in Mechelen; † 4. Mai 1643 in Antwerpen) war ein flämischer Maler und Zeichner.  Er war ein prominentes Mitglied der Antwerpener Caravaggisten zu dem unter anderem Künstler wie Theodoor Rombouts, Gerard Seghers, Jan Cossiers, Jacques de l’Ange und Jan van Dalen gehörten.  Diese Caravaggisten waren Teil einer internationalen Bewegung von europäischen Künstlern, die das Werk von Caravaggio und seinen Nachfolgern auf persönliche Weise interpretierten. Er ist vor allem für seine Genreszenen mit starken Helldunkel-Effekten bekannt. Wegen seiner Vorliebe für tenebristische Szenen wurde er Pictor Noctium („Maler der Nächte“) genannt.

## Leben
Details über das Leben und die Ausbildung von Adam de Coster sind lückenhaft.  Es ist bekannt, dass er ursprünglich aus Mechelen stammte, wo er im Jahr 1585 oder 1586 als Sohn von Jan de Coster und Clara van der Borcht geboren wurde. 1607 wurde er in Antwerpen bei seiner Aufnahme als Meister in die dortige Lukasgilde erwähnt.

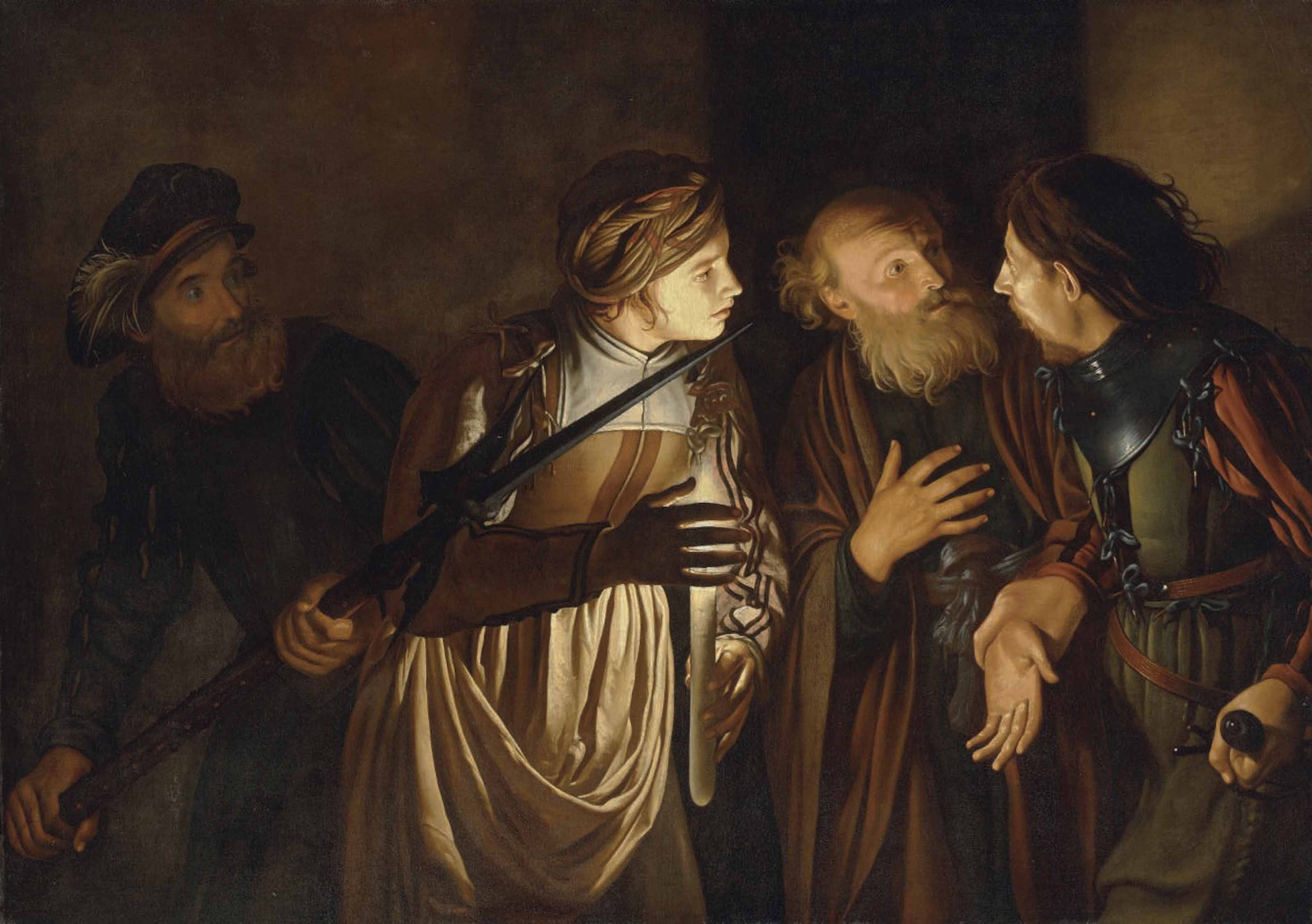
Die Verleugnung des Heiligen Petrus

Trotz des Mangels an dokumentarischen Belegen wird angenommen, dass de Coster in seinen prägenden Jahren nach Italien reiste.  Hier wäre in Berührung gekommen er mit den Werken von Caravaggio und seinen Nachfolgern, die einen so wichtigen Einfluss auf seinen Stil und seine Thematik haben sollten.  Einige der kürzlich wiederentdeckten Werke de Costers waren Teil italienischer Sammlungen, was ebenfalls auf einen möglichen Aufenthalt in Italien hinweist. Gewisse Übereinstimmungen zwischen seinen Gemälden und denen des lombardischen Künstlers Antonio Campi deuten ebenfalls auf einen möglichen Aufenthalt in Italien hin. Der einzige Beleg für eine Auslandsreise ist ein Dokument, das zeigt, dass er 1635 in Hamburg war. De Coster hatte starke persönliche Beziehungen zu Italien, da einige seiner nahen Verwandten nach Italien auswanderten, wo sie als Maler arbeiteten.
Seine aktive Karriere verbrachte er in Antwerpen, wo er anscheinend ein hohes Ansehen genoss.  Dies wird durch die Tatsache bestätigt, dass Anthonis van Dyck sein Porträt in Grisaille malte und ein Stich frei geschnitten, nachdem dieses Porträt von Pieter de Jode dem Jüngeren in van Dycks Ikonographie (Icones Principum Virorum), einer Sammlung von Porträts führender Persönlichkeiten aus van Dycks Zeit, aufgenommen wurde.  Unter seinem Porträt wird de Coster als Pictor Noctium, d. h. als Maler der Nacht bezeichnet, ein deutlicher Hinweis auf seine Vorliebe für tenebristische Szenen. Es zeigt, dass sein Ruf als Maler von Nachtszenen in den 1630er Jahren in Nordeuropa fest etabliert war.

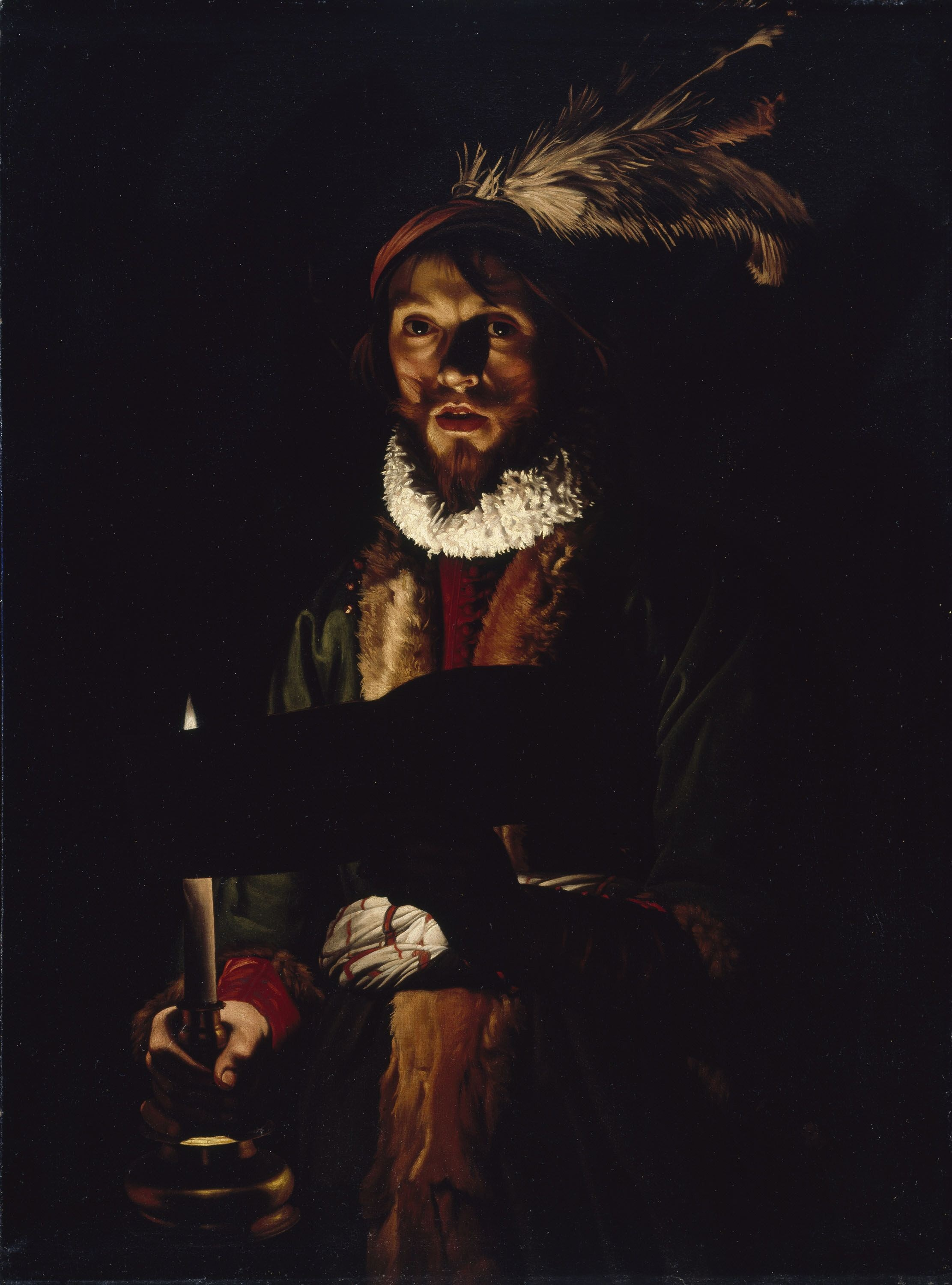
Ein Mann singt bei Kerzenlicht

Der Künstler hatte keine bekannten Schüler. Sein Name geriet nach seinem Tod weitgehend in Vergessenheit und seine Werke wurden anderen Künstlern zugeschrieben.

## Werke
Adam de Coster hatte nicht die Angewohnheit, seine Werke zu signieren oder zu datieren.  Infolgedessen wurden viele seiner Werke anderen Caravaggisten zugeschrieben. Sein Werk wurde hauptsächlich rekonstruiert auf der Grundlage eines Stichs von Lucas Vorsterman dem Älteren (1595–1675) nach dem verlorenen Gemälde Tric Trac Spieler bei Kerzenlicht. Der Stich zeigte Tric Trac Spieler und einen Musiker, die von zwei brennenden Kerzen auf einem Tisch beleuchtet werden. Auf dem Stich steht am unteren Rand: „A De Coster pi:“, was zeigt, dass der Stich nach einem Originalwerk von de Coster gestochen wurde. Dieses Werk bildete die Grundlage für die Zuschreibung weiterer Gemälde. Der englische Kunsthistoriker Benedict Nicolson spielte eine wichtige Rolle bei der Wiederentdeckung des Künstlers und der erneuten Zuschreibung von Werken an de Coster.

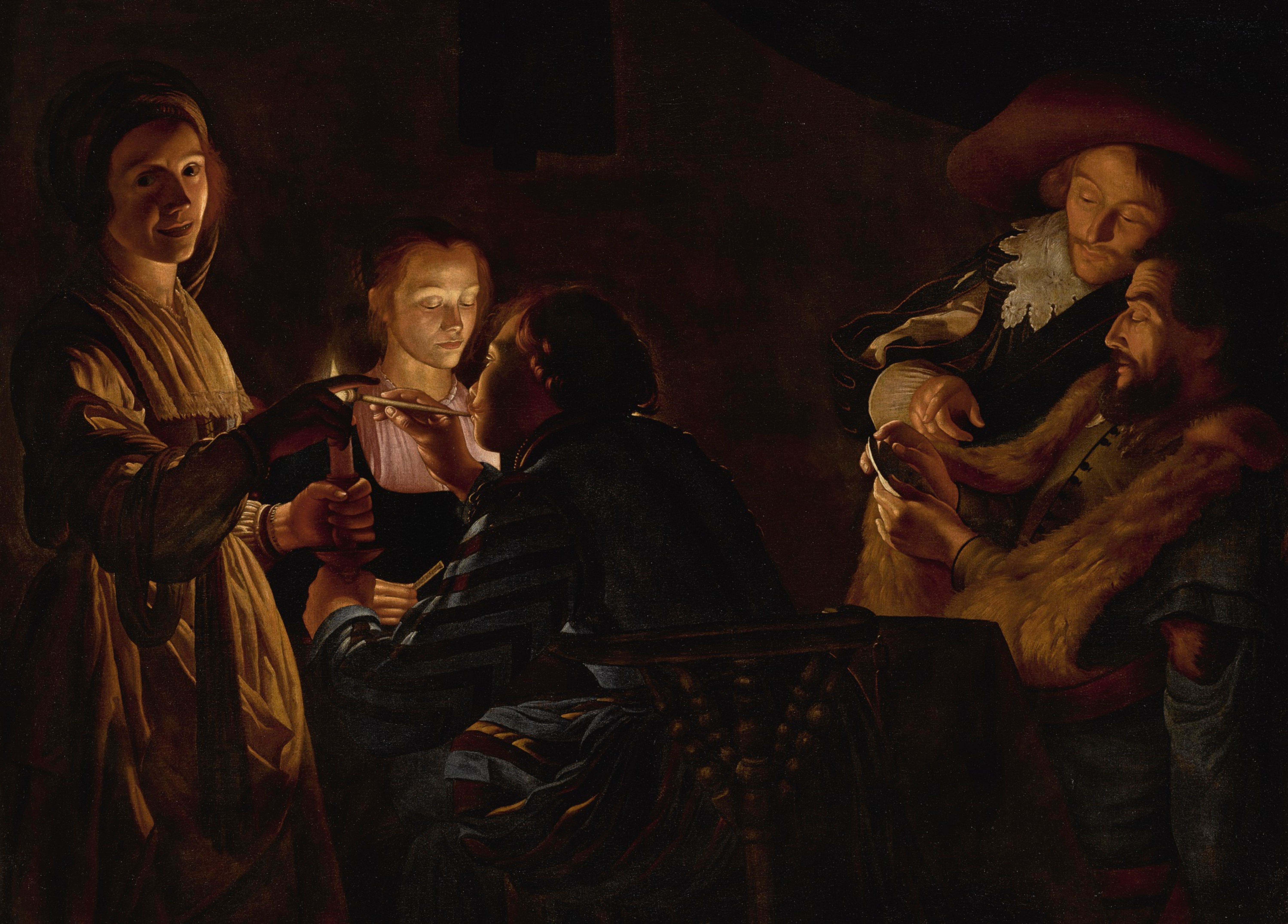
Kartenspieler

Adam de Costers Œuvre besteht hauptsächlich aus Genrebildern mit halbhohen Figuren und dramatischen Lichteffekten. Er bevorzugte starkes Hell-Dunkel und kehrte immer wieder zum Motiv der von Kerzenlicht beleuchteten Halbfiguren zurück.  Er war offensichtlich mit dem Werk Caravaggios und seiner Anhänger vertraut, insbesondere mit den Utrechter Caravaggisten. De Costers Gemälde zeigen eine gewisse Verwandtschaft mit denen von Georges de La Tour und anderen französischen Varianten der tenebristischen Bewegung im Caravaggismus. Direktere Einflüsse sind jedoch Gerrit van Honthorst und Antonio Campi. Er verwendete in seinen Kompositionen oft die Trope der halbmaskierten Flamme.
Seine Sujets sind die, die man typischerweise bei Caravaggio und seinen Nachfolgern findet: Kartenspieler, Wahrsager, Prostituierte, musikalische Darbietungen, die Verleugnung des Heiligen Petrus usw. De Coster kehrte regelmäßig zu bestimmten Themen zurück und es existieren verschiedene Versionen der Verleugnung des Heiligen Petrus und der Kartenspieler.  Er malte auch Zwei Bildhauer bei Nacht in Rom (Statens Museum for Kunst), das möglicherweise ein Doppelporträt von François Duquesnoy und Georg Petel darstellt.  Dies deutet darauf hin, dass er auch als Porträtmaler tätig war.

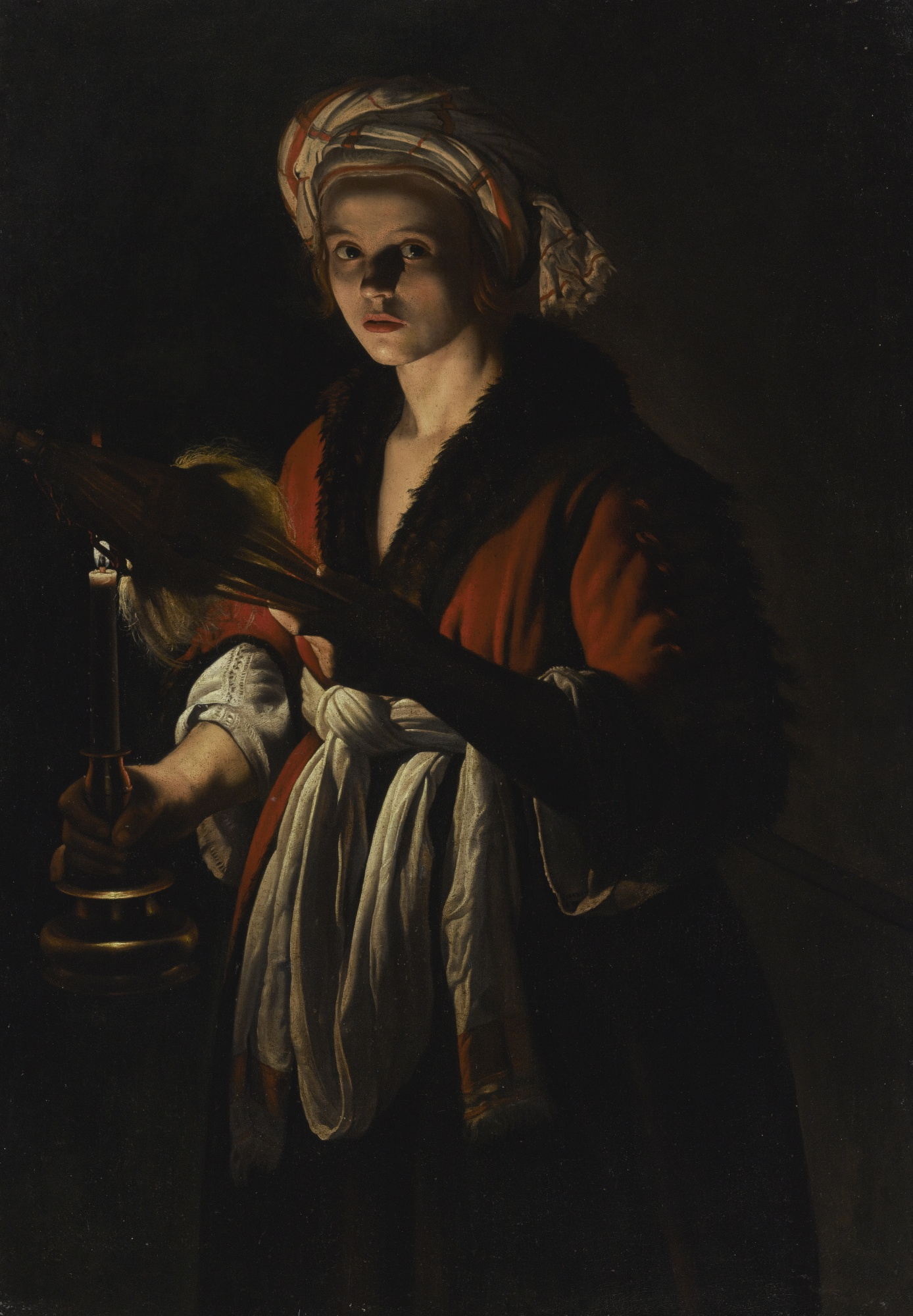
Eine junge Frau hält einen Spinnrocken vor einer brennenden Kerze

Ein schönes Beispiel für sein Werk sind die Drei Sängerinnen (Liechtensteinische Sammlungen).  In diesem Werk stellt de Coster eine musikalische Darbietung von drei Sängern, die aus demselben Liederbuch singen, dar.  Die drei Musiker sind mit feinen, aber scharfen Zügen gezeichnet, vor dem Hintergrund eines roten Vorhangs.  Sie werden von unten durch eine Lichtquelle außerhalb des Bildes beleuchtet.  De Coster zeigt seine Meisterschaft in der sinnlichen Wiedergabe des Stoffes des Kleides der Sängerin und der Art, wie er das Licht einfängt. Eine weitere Komposition mit einem musikalischen Thema ist Ein Mann singt bei Kerzenlicht (1625–1635) (National Gallery of Ireland).  Hier nutzte de Coster das Mittel der verdeckten Lichtquelle, um prächtige Lichteffekte auf dem Kostüm zu erzeugen. Der Sänger ist mit halb geöffnetem Mund dargestellt, was das Gefühl von Dramatik und den Realismus eines eingefangenen Augenblicks verstärkt.  Es ist wahrscheinlich, dass es sich bei der Figur um eine Lebensstudie handelt. Eng verwandt mit diesem Werk ist Eine junge Frau hält einen Spinnrocken vor einer brennenden Kerze (bei Sotheby’s am 25. Januar 2017 in New York, Los 23), eine weitere Komposition, die eine einzelne Figur zeigt, die von der Flamme des scheinbar gleichen Kerzenständers beleuchtet wird.  Die Ähnlichkeiten zwischen den beiden Kompositionen veranschaulichen de Costers Überarbeitung eines erfolgreichen kompositorischen Prototyps.

## Belege
1. 1 2 3  Adam de Coster, Website der RKD – Nederlands Instituut voor Kunstgeschiedenis
2. ↑  Matthias Depoorter, Theodoor Rombouts on Baroque in the Southern Netherlands
3. ↑  Anna Orlando, Schede in Lights and Shadows. Caravaggismus in Europa, catalogo della mostra, Cesare Lampronti Gallery, London, 2015 (Seite nicht mehr abrufbar, festgestellt im Februar 2023. Suche in Webarchiven)  Info: Der Link wurde automatisch als defekt markiert. Bitte prüfe den Link gemäß Anleitung und entferne dann diesen Hinweis., S. 76–77
4. 1 2 3 4  Adam de Coster, A young woman holding a distaff before a lit candle, Sotheby’s 25. Januar 2017 New York Los 23
5. ↑  Frans Jozef Peter Van den Branden, Geschiedenis der Antwerpsche schilderschool, Antwerpen, 1883, S. 654–656
6. 1 2  Adam de Coster, The denial of Saint Peter, Sotheby’s 5. Juni 2008 New York Los 58
7. 1 2 3 4 5 6  Adam de Coster, Drei Sänger in der Liechtensteinischen Sammlung
8. ↑  Porträt von Adam de Coster, aus Icones Principum Virorum, Website des British Museums
9. ↑  Lucas Vorsterman, The backgammon-players auf der Website des British Museum
10. 1 2  Adam de Coster, The Denial of Saint Peter, Christie’s 3. Dezember 2014 London Los 172
11. ↑  Adam de Coster, Two Sculptors at Night in Rome. Doppelporträt von Francois Duquesnoy und Georg Petel im Statens Museum for Kunst
12. ↑  Adam de Coster, A Man Singing by Candlelight in der National Gallery of Ireland

| Personendaten    | Personendaten    |
| ---------------- | ---------------- |
| NAME             | Coster, Adam de  |
| KURZBESCHREIBUNG | flämischer Maler |
| GEBURTSDATUM     | um 1586          |
| GEBURTSORT       | Mechelen         |
| STERBEDATUM      | 4. Mai 1643      |
| STERBEORT        | Antwerpen        |